# کوه وونو
وونو شان (به چینی: 五女山 و به کره‌ای: 오녀산 - Onyeosan) که به معنای «کوه پنج زن» است، کوهی مهم از نظر تاریخی و فرهنگی می‌باشد. این کوه در شمال شهر هوارن، واقع در شهرستان خودمختار مانچوی هوارن، در استان لیائونینگ چین قرار دارد. این منطقه در شمال غربی رودخانه هون جیانگ واقع شده است. بلندترین نقطه این کوه که با نام قله ۸۲۱ شناخته می‌شود، ارتفاعی برابر با ۱۵۰۰ متر دارد و ابعاد اصلی آن ۳۰۰ متر عرض  و ۱۵۰۰ متر طول است.
کوه وونو در منطقه جولبون، زادگاه امپراتوری باستانی گوگوریو و نخستین پایتخت این سلسله از سال ۳۷ پیش از میلاد تا سال ۳ میلادی بوده است. به واسطه اهمیت تاریخی این منطقه برای امپراتوری گوگوریو و معماری منحصربه‌فرد آن، و همچنین شهرسازی استثنایی جولبون، کوه وونو به همراه شهرهای باستانی گونگ نه و هواندو که در نزدیکی آن قرار دارند، تحت عنوان «پایتخت‌ها و آرامگاه‌های امپراتوری باستانی گوگوریو» در فهرست میراث جهانی یونسکو ثبت شده است. 

## تاریخچه
وونو از دیرباز جایگاهی ویژه در تاریخ بشر داشته است. طی سال‌های اخیر، آثار تاریخی و بقایای باستانی ارزشمندی توسط باستان‌شناسان در این منطقه کشف شده که برخی از آن‌ها به اواخر عصر نوسنگی، یعنی بیش از ۴۵۰۰ سال پیش، مربوط می‌شوند. این آثار شامل ابزارها و سلاح‌هایی با قدمت هزاران سال نیز هستند. طبق سامگوک ساگی، امپراتوری گوگوریو در سال ۳۷ قبل از میلاد بر فراز این کوه بنا نهاده شد. این شهر کوهستانی تا سال ۳ میلادی، زمانی که پادشاه یوری تصمیم به انتقال پایتخت به دژ گونگنائه گرفت، مرکز حکومت بود. در منابع جدید، این شهر تحت عنوان دژ هولبون در ستون یادبود امپراتور گوانگ‌گه‌تو بزرگ، و به نام دژ هولسونگگول در کتاب وی ذکر شده است. همچنین، در دوره ایالات شمالی-جنوبی تحت حکومت شیلای متحد، این محل به نام دژ جولبون ثبت گردیده است.
با این حال، این ایراد مطرح است که کوه وونو در واقع جولبون نبوده و در دوره سلطنت یوری به قلعه گونگنه منتقل شده است. این موضوع بر اساس توپوگرافی قلعه در زمان امپراتور تموشین که در سامگوک ساگی ثبت شده، مورد تأیید قرار می‌گیرد،  جابجایی به جی‌آن احتمالاً در دوران سلطنت پادشاه سانسانگ رخ داده است، زمانی که او به هواندو نقل مکان کرد.  در این نظریه، «گونگنه» به عنوان «سرزمینی با پایتخت» تعبیر می‌شود و گونگ نه که در زمان سلطنت یوری به پایتخت منتقل شد و دژ گونگنه در جی آن، دژهای متفاوتی در نظر گرفته می‌شوند،  و جولبون به عنوان دژ نهاپ در محل تلاقی رودخانه فوئر و رودخانه هون تعریف می‌شود.  در کتاب سامگوک ساگی، تاریخ گوگوریو، فصل اول ذکر شده است که جومونگ به دلیل عدم توانایی در تأمین هزینه‌های ساخت کاخ، در خانه‌ای کاهگلی نزدیک رودخانه زندگی می‌کرد،اما این دیدگاه کاملا مورد تایید نیست و باید بررسی های بیشتری روی آن انجام گردد. 
نام کنونی کوه وونو ریشه در یک افسانه چینی دارد که روایت می‌کند پنج زن از سلسله تانگ در برابر مهاجمان خارجی از این کوه دفاع کرده‌اند. 
قلعه کنونی که روی کوه قرار دارد، به سال ۱۴۲۴ بازمی‌گردد؛ زمانی که لی مانژو، سومین رهبر جیانژو جورچن‌ها، اقدام به ساخت استحکامات دفاعی در بخش جنوبی کوه کرد. 
وونو شان در منطقه‌ای با آب‌وهوای معتدل در نیمکره شمالی قرار گرفته و به همین دلیل دارای چهار فصل متمایز است. این منطقه بیش از ۶۰ جاذبه طبیعی گردشگری را در خود جای داده است. در بهار و تابستان، شکوفه‌ها، درختان سرسبز، پروانه‌ها و پرندگان رنگارنگ جلوه‌ای متفاوت به آن می‌بخشند و کشتی‌های گردشگری نیز بر روی رودخانه‌های اطراف حرکت می‌کنند. پاییز این ناحیه با درختان صمغ شیرین که به رنگ قرمز درمی‌آیند، زیبایی خاصی دارد. همچنین در زمستان، این کوه با بارش برف چهره‌ای زیبا و سفیدپوش پیدا می‌کند.
وونو شان تمامی اجزای یک دیوار دفاعی شامل شهر، معبد، کاخ، انبار، سربازخانه، منبع آب و دیواری با ارتفاع بیش از ۲۰۰ متر از سطح دریا را داراست. به همین دلیل، امپراتوری گوگوریو قادر بود در دوران سلاح سرد، به مدت طولانی در این کوه مستقر بماند.

## برجستگی
- ۱۹۹۴ به عنوان حفاظت‌شده‌ترین اثر فرهنگی جایزه گرفت
- یکی از ده کشف برتر باستان‌شناسی ملی در سال ۱۹۹۹
- ۲۰۰۲ به عنوان نقطه گردشگری ملی درجه AAAA رتبه‌بندی شد
- ۲۰۰۴ به عنوان بخشی از پایتخت‌ها و آرامگاه‌های امپراتوری باستانی کوگوریو در فهرست میراث جهانی یونسکو ثبت شد. [۴]

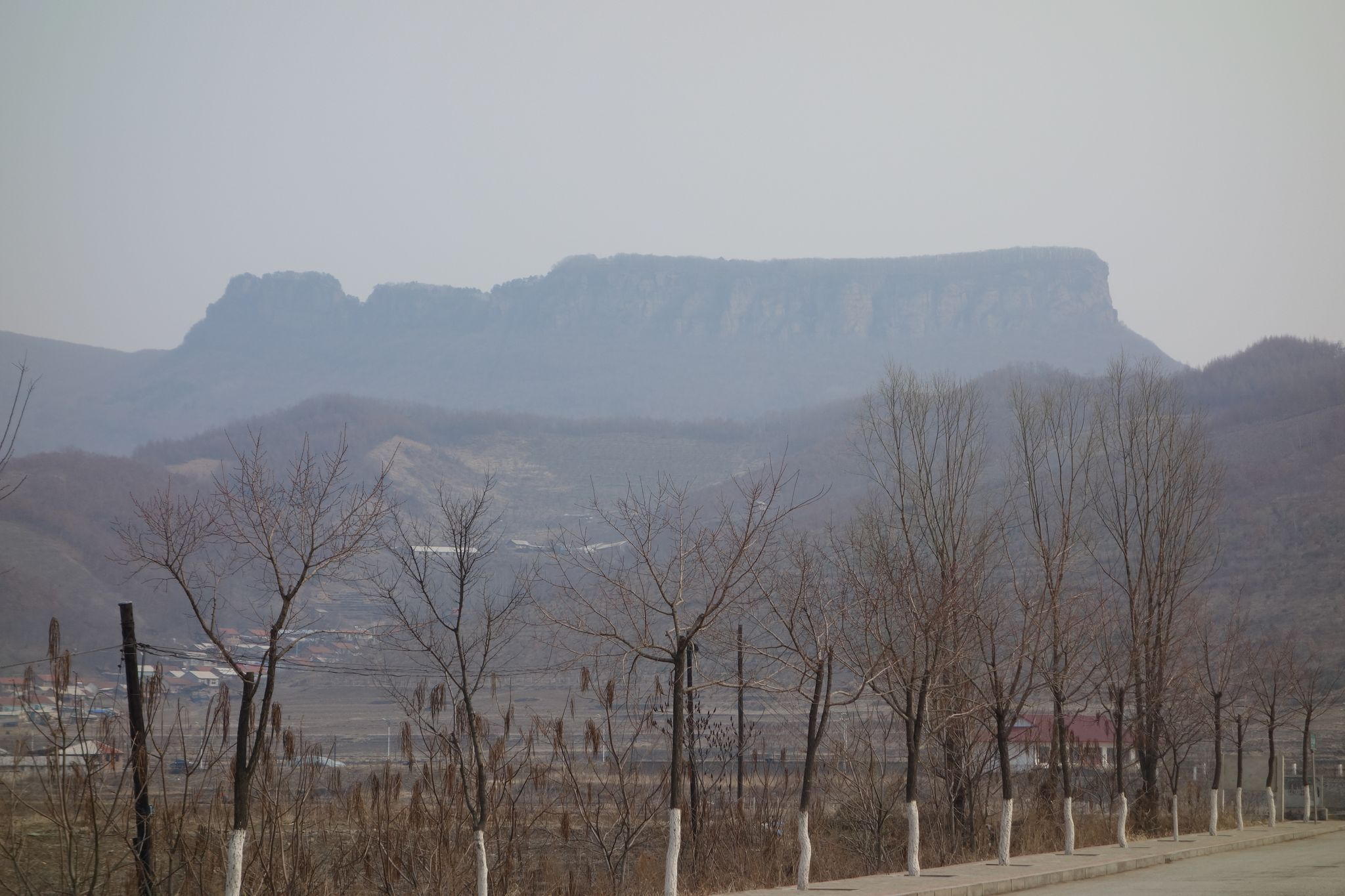
تصویر کف‌مانند کوه وونو
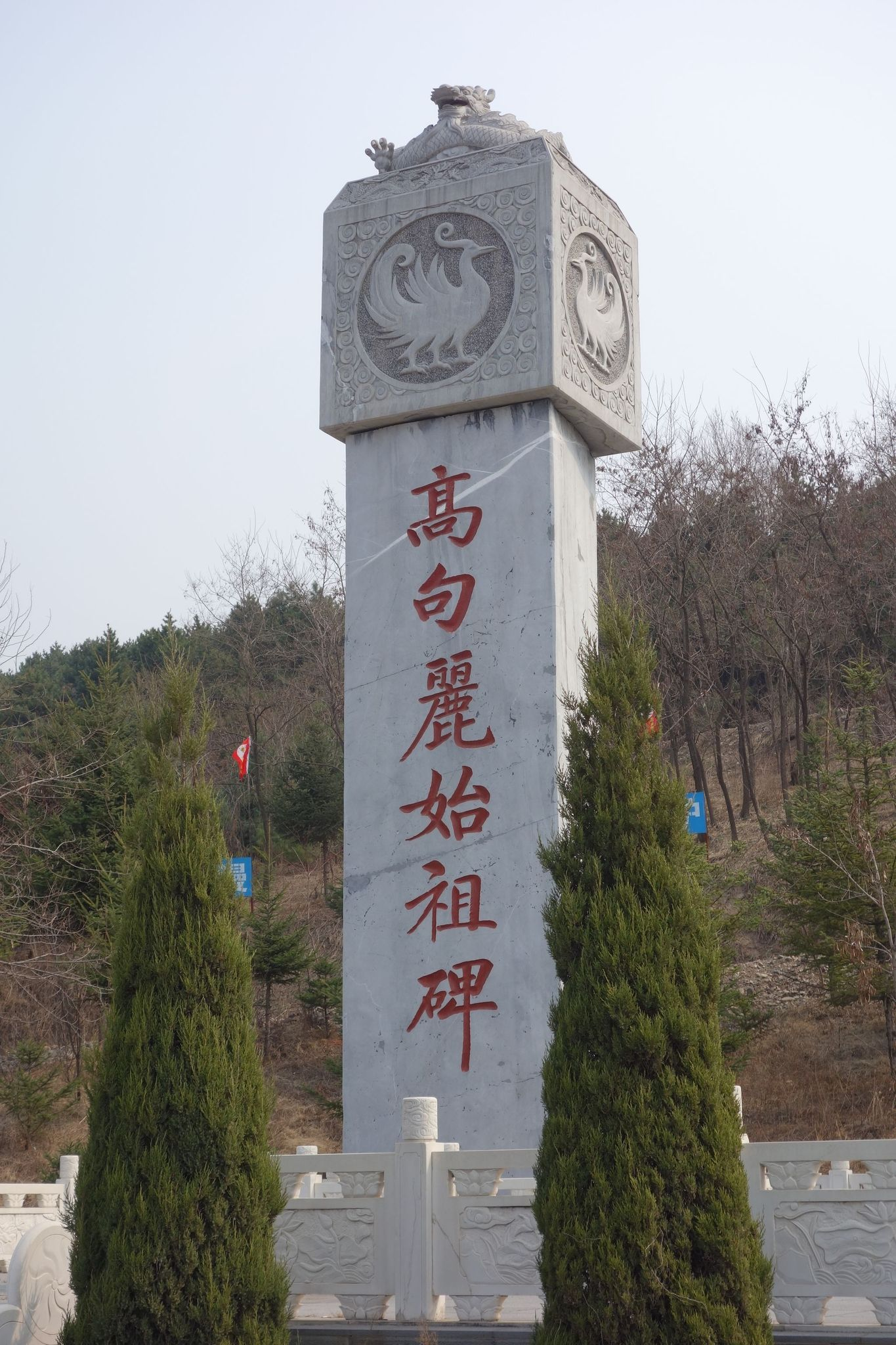
ستون امروزی در ورودی مجموعه کوه وونو، با گلدسته پرنده سه پا که نماد امپراتوری گوگوریو است.
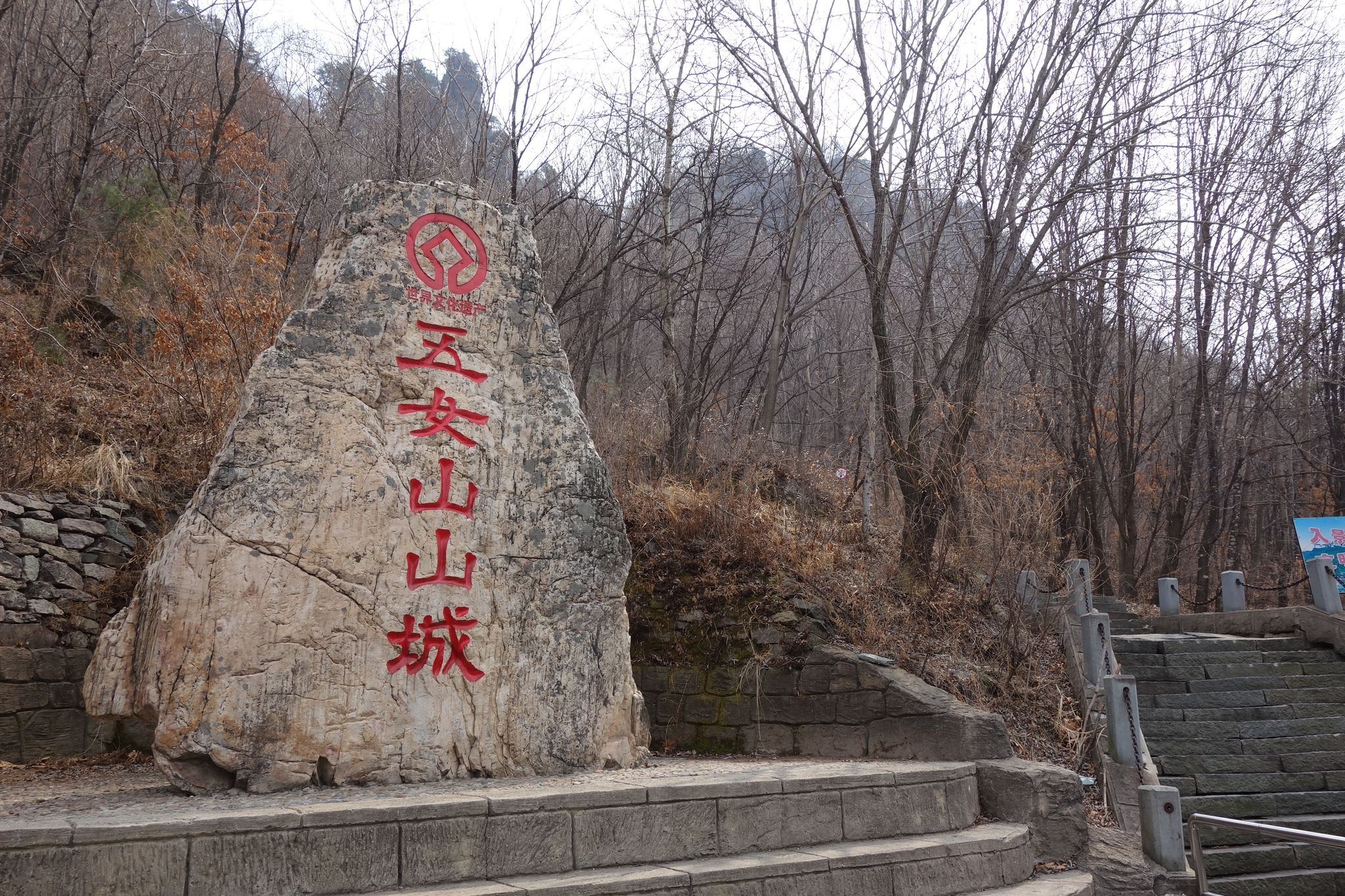
سنگی که نام شهر کوهستانی وونو و نماد سازمان جهانی یونسکو بر روی آن حک شده است
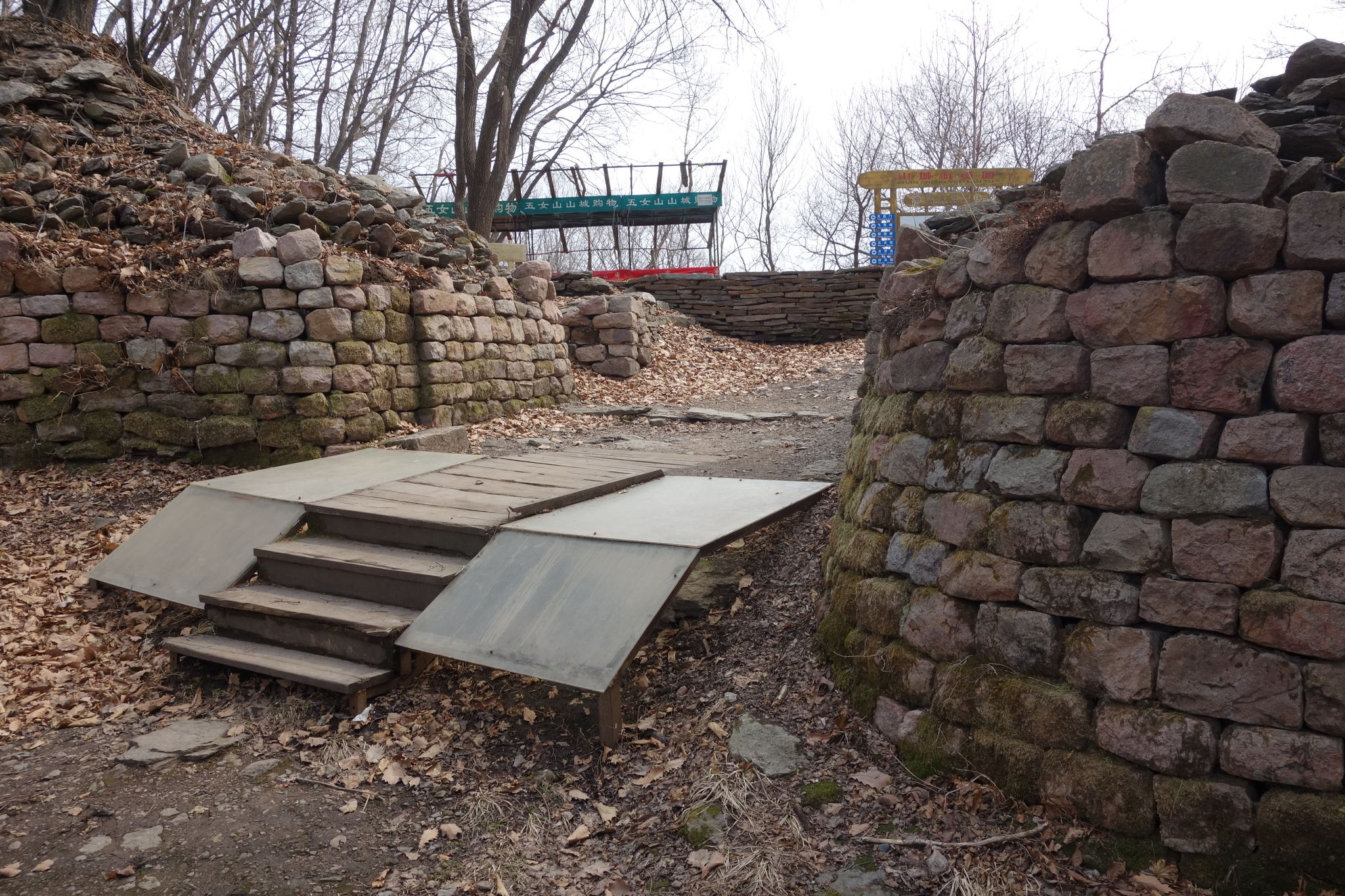
دروازه غربی شهر کوهستانی وونو، دوره امپراتوری گوگوریو
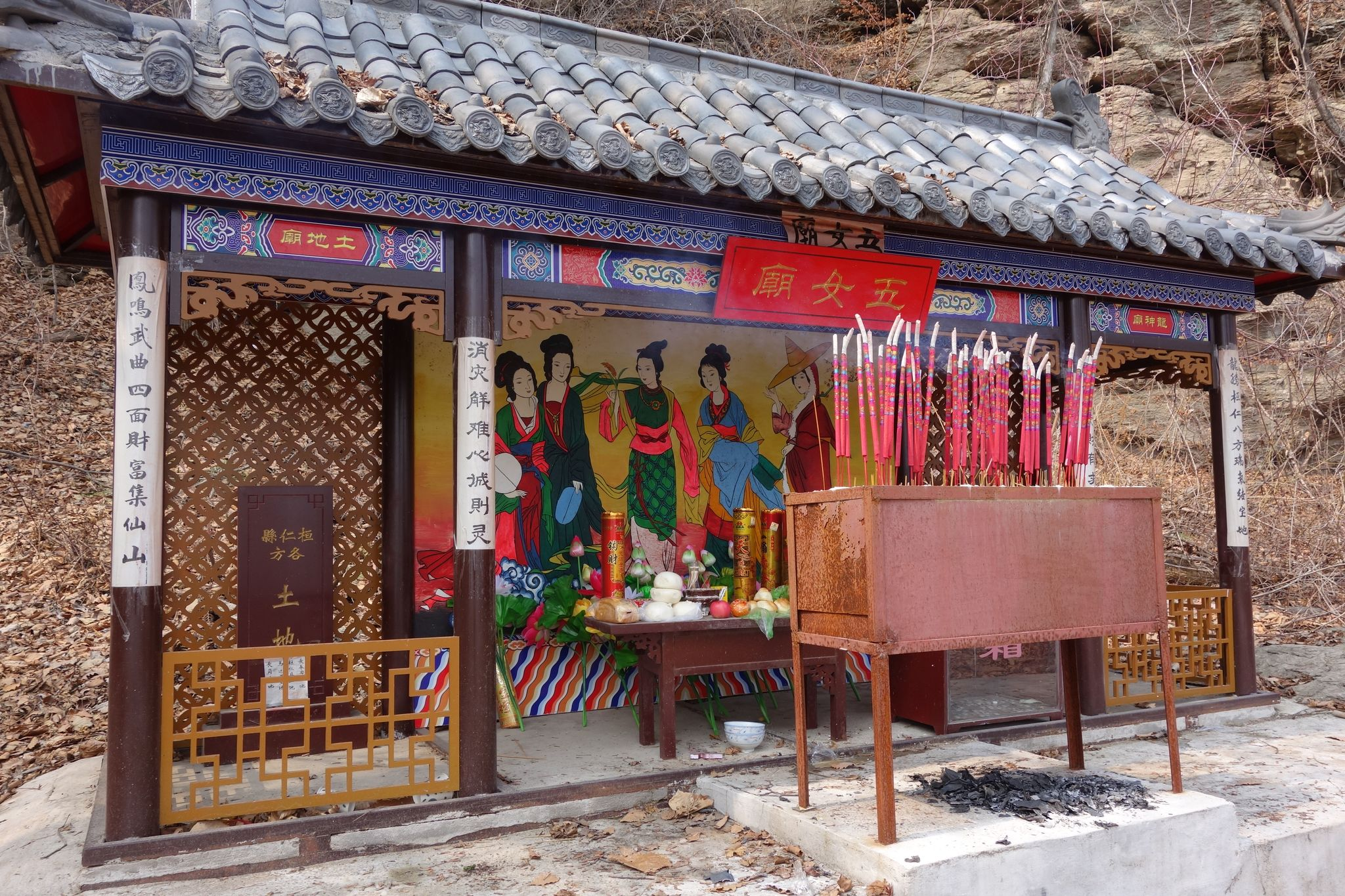
عبادتگاه پنج زنی که کوه وونو به نام آنها نامگذاری شده است.
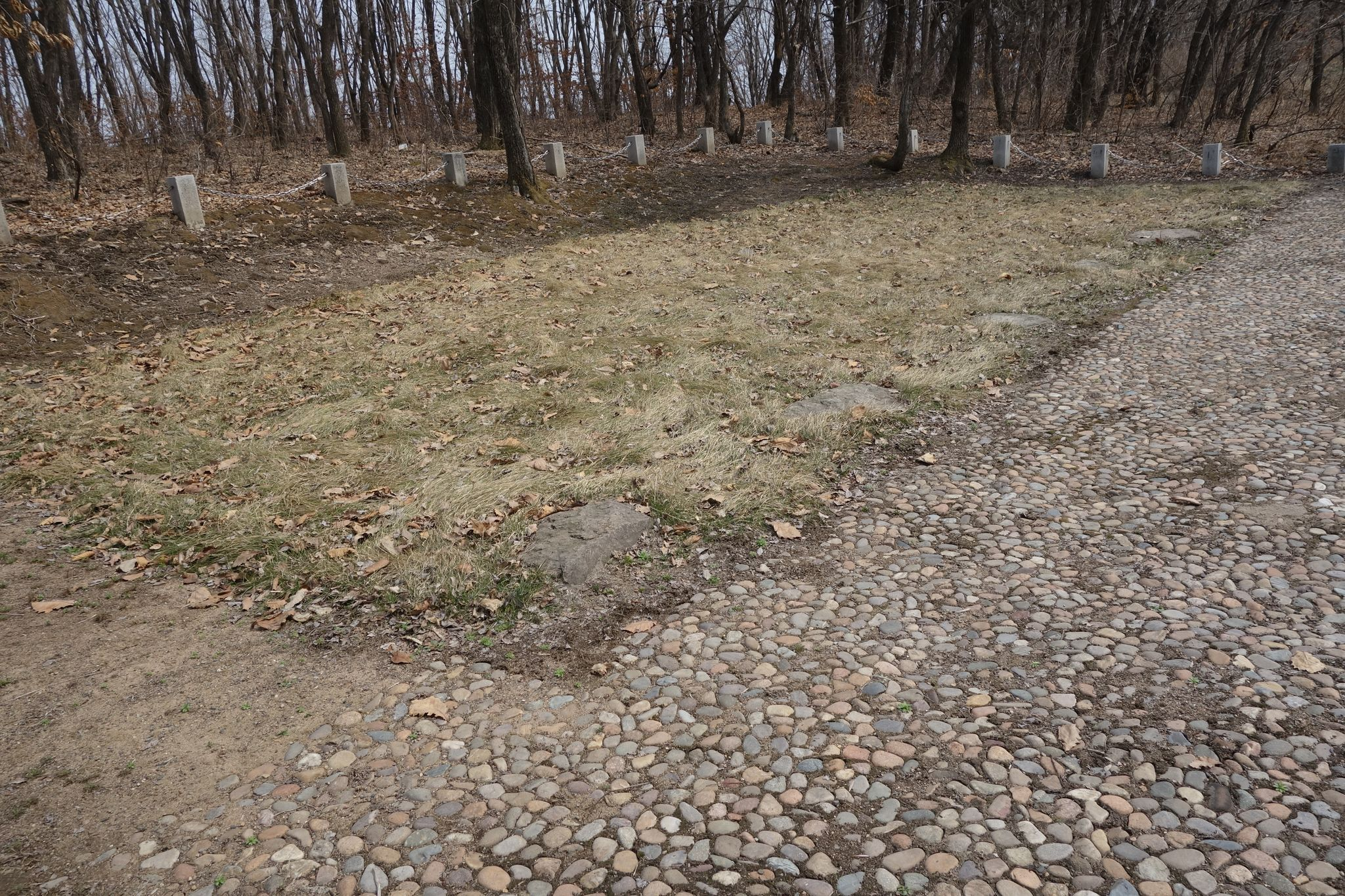
بقایای یک ساختمان مرتبط با دوران امپراتوری گوگوریو در شهر کوهستانی وونو
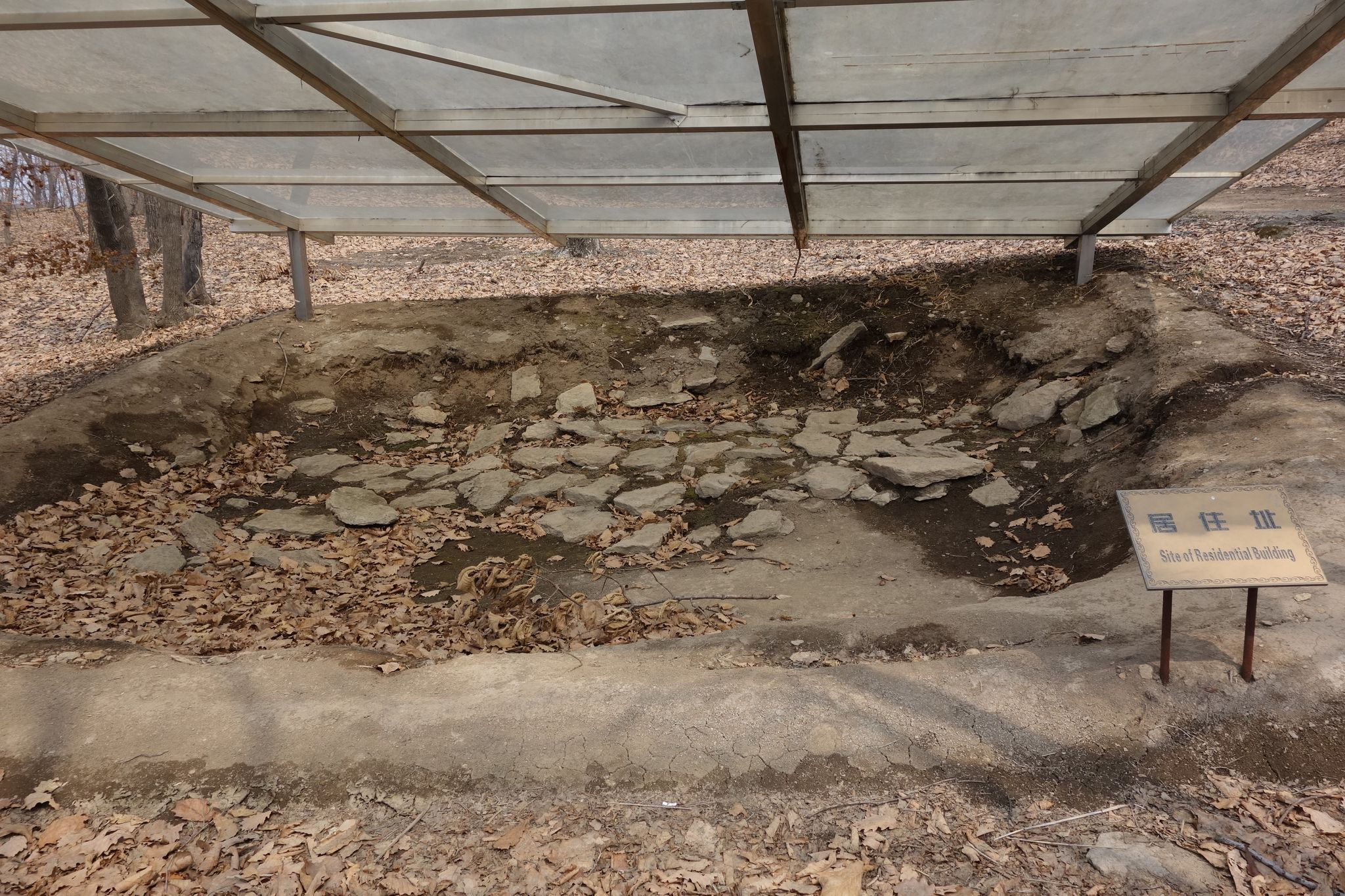
بقایای یک اقامتگاه مربوط به دوران امپراتوری گوگوریو در شهر کوهستانی وونو
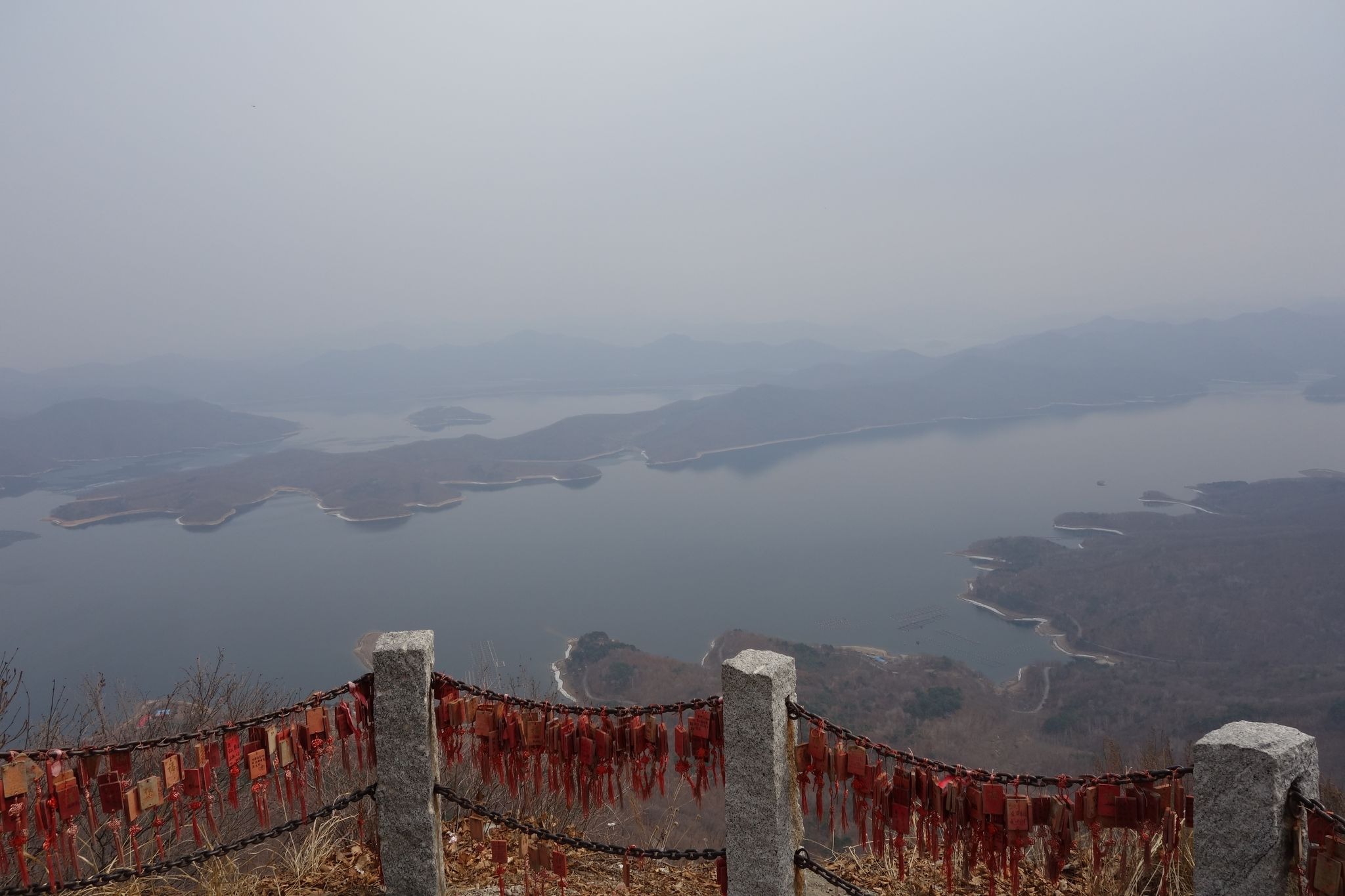
نمایی از مخزن وسیع آب در همسایگی کوه وونو
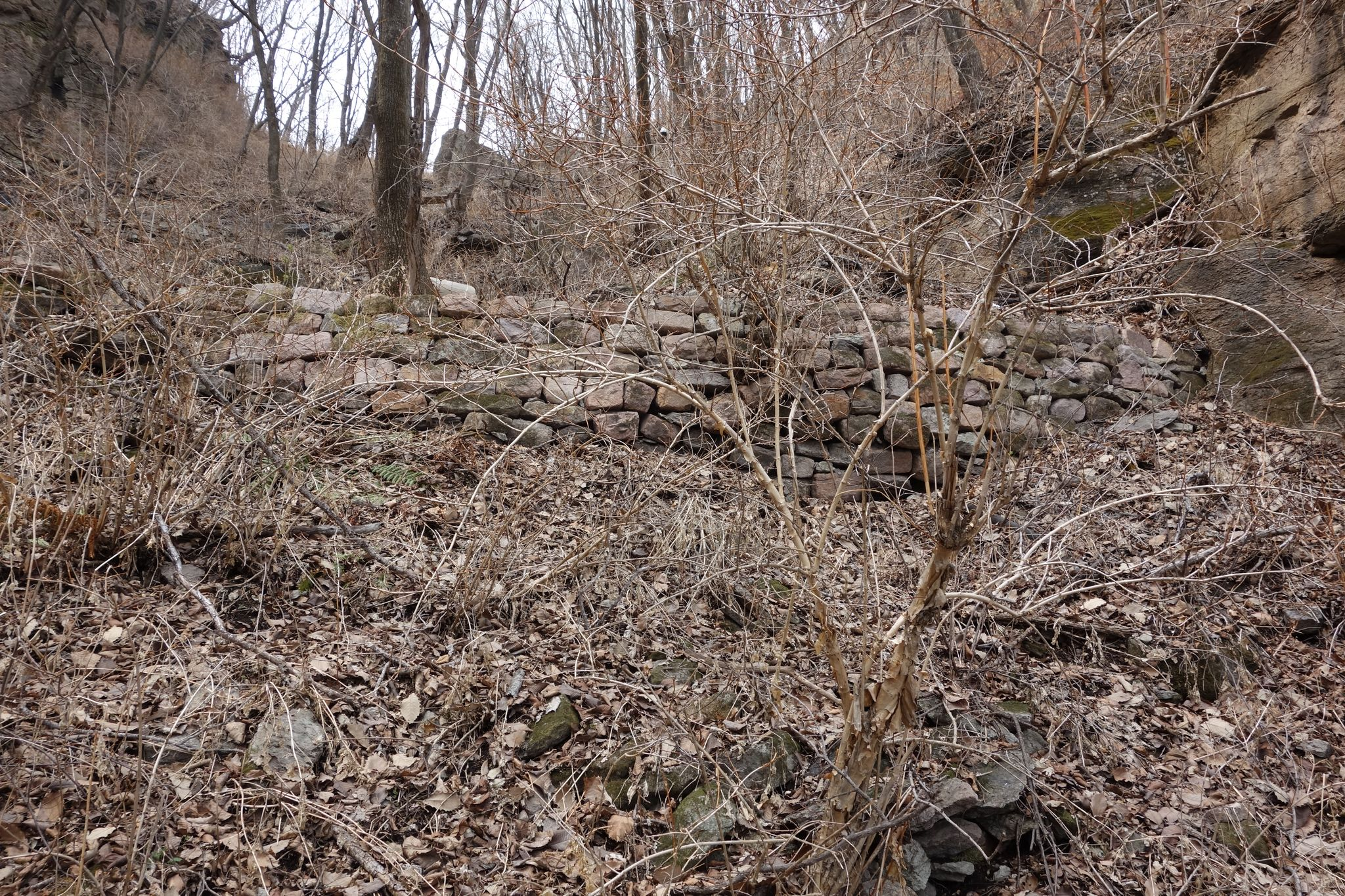
دیوار شهر کوهستانی وونو مربوط به دوران امپراتوری گوگوریو
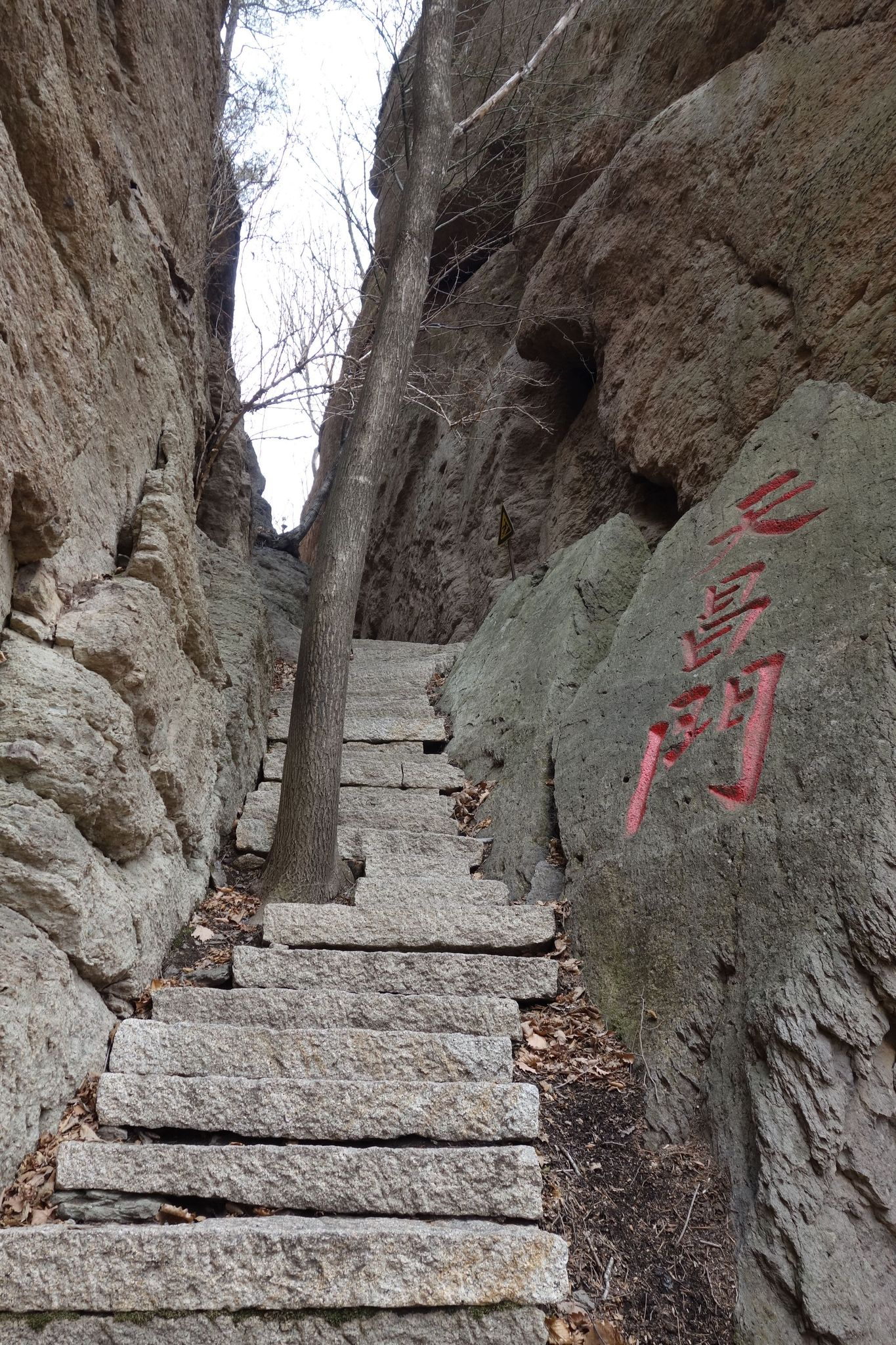
ورودی کوه وونو از طریق دروازه باریک تیان‌چانگ

## پیوندهای خارجی
- وو نو شان